# Список правителей Чагатайского улуса
Здесь представлен список правителей Чагатайского улуса. 

## ПравителиЧагатайского улуса
| №   | Имя             | Происхождение          | Титул                 | Годы правления                                            |
| --- | --------------- | ---------------------- | --------------------- | --------------------------------------------------------- |
| 1.  | Чагатай         | сын Чингис-хана        | великий хранитель Ясы | 1224—1242                                                 |
| 2.  | Хара-Хулагу     | сын Мутугэна           | хан улуса Чагатая     | 1242—1247, 1251—1252                                      |
| 3.  | Есу-Мункэ       | сын Чагатая            | хан улуса Чагатая     | 1247—1251                                                 |
| —   | Эргэнэ-хатун    | дочь Торельчи-гургэна  | регент                | 1252—1260                                                 |
| 4.  | Мубарек-шах     | сын Хара-Хулагу        | хан улуса Чагатая     | апрель 1265 — сентябрь 1265 (также формально в 1252—1260) |
| 5.  | Алгу            | сын Байдара            | хан улуса Чагатая     | 1260—1265                                                 |
| 6.  | Борак-хан       | сын Есун-Тува          | хан улуса Чагатая     | 1265—1271                                                 |
| 7.  | Негубек-хан     | сын Ишарбан-оглана     | хан улуса Чагатая     | 1271—1272                                                 |
| 8.  | Буга Тэмур-хан  | сын Кадан Сэчэн-оглана | хан улуса Чагатая     | 1272—1291                                                 |
| 9.  | Дува            | сын Борак-хана         | хан улуса Чагатая     | 1282 (1291?) — 1307                                       |
| 10. | Кунчек          | сын Дувы               | хан улуса Чагатая     | 1307—1308                                                 |
| 11. | Хизр Талику-хан | сын Бури-оглана        | хан улуса Чагатая     | 1308—1309                                                 |
| 12. | Эсен-Бука       | сын Дувы               | хан улуса Чагатая     | 1309—1318                                                 |
| 13. | Кебек-хан       | сын Дувы               | хан улуса Чагатая     | 1309, 1318—1326                                           |
| 14. | Ильчигидай      | сын Дувы               | хан улуса Чагатая     | 1326                                                      |
| 15. | Дурра Тимур-хан | сын Дувы               | хан улуса Чагатая     | 1326                                                      |
| 16. | Тармаширин-хан  | сын Дувы               | хан улуса Чагатая     | 1326—1334                                                 |
| 17. | Бузан-хан       | сын Дурра Тимур-хана   | хан улуса Чагатая     | 1334—1336                                                 |
| 18. | Дженкши-хан     | сын Эбугэн-оглана      | хан улуса Чагатая     | 1336                                                      |
| 19. | Есун Тимур-хан  | сын Эбугэн-оглана      | хан улуса Чагатая     | 1336—1342                                                 |
| 20. | Мухаммад Пулад  | сын Пулад-оглана       | хан улуса Чагатая     | 1342—1343                                                 |
| 21. | Казан-хан       | сын Ясавура            | хан улуса Чагатая     | 1343—1346                                                 |
| 22. | Тоглук-Тимур    | сын Йису Буга-хана     | хан улуса Моголистан  | 1347—1359                                                 |
| 22. | Тоглук-Тимур    | сын Йису Буга-хана     | хан улуса Чагатая     | 1359—1362                                                 |
| 23. | Ильяс-Ходжа     | сын Тоглук-Тимура      | хан улуса Чагатая     | 1362—1366                                                 |
| 23. | Ильяс-Ходжа     | сын Тоглук-Тимура      | хан улуса Моголистан  | 1362—1366                                                 |

## Правители Чагатайского улуса вМавераннахре
- Махмуд Ялавач, эмир Мавераннахра 1225—1238
- Масуд-бек, эмир Мавераннахра 1238—1289
- Казаган эмир Мавераннахра 1346—1358
- Байан Кули-хан, сын Сургу-оглана, хан Мавераннахра 1348—1359
- Тэмуршах-хан, сын Йасур Тэмур-оглана, хан Мавераннахра 1359
- Тоглук Тэмур-хан, сын Йису Буга-хана, хан Моголистана 1347—1359, хан улуса Чагатая 1359—1362
- Илйас Ходжа-хан, сын Тоглук Тэмур-хана, хан улуса Чагатая 1362—1364/5, хан Моголистана
- Кабул-шах, сын Дурджи, сына Илджикдая, сына Дува-хана, хан Мавераннахра 1364—1370
- Хусейн, внук Казагана, эмир Мавераннахра 1364—1370
- Адил-хан, сын Мухаммад Пулад-оглана, хан Мавераннахра 1370
- Суюргатмыш, сын Казан-хана, хан Мавераннахра 1370—1388
- Гийас ул-Хакк ва-д-Дин Султан Махмуд-хан, сын Суюргатмыш-хана, хан Мавераннахра 1388—1398
- Сатук-хан хан Мавераннахра 1398—1405, ум.1409

## Правители Чагатайского улуса вМогулистане
- Тоглук Тэмур-хан, сын Эмил-Ходжи, сына Дувы, сына Барака, сына Йисун-Дувы, сына Мутугэна, сына Чагатая, хан Могулистана 1347—1362, хан Мавераннахра (1360—1362)
- Илйас-Ходжа, сын Тоглук Тэмур-хана, хан Мавераннахра и Могулистана зима 1362/3—1365/6 гг.
- Хизр-Ходжа-хан, сын Тоглук Тэмур-хана, хан Могулистана 1365/6—1399
- Шам-и Джахан-хан, сын Хизр-Ходжа-хана, хан Могулистана 1399—1408
- Мухаммад-хан I, сын Хизр-Ходжа-хана, хан Могулистана 1408—1416
- Шир Мухаммад-хан, сын Мухаммад-хана I, хан Могулистана 1416, 1421-1424/5 гг.
- Накш-и Джахан-хан, сын Хизр-Ходжа-хана, хан Могулистана 1416—1418
- Султан-Увайс-хан, сын Шер Али-оглана, хан Могулистана 1418—1421, 1424/5—1428
- Эсен Буга-хан, сын Султан-Увайс-хана, хан Могулистана 1429/30—1461
- Дуст Мухаммад-хан, сын Эсен Буга-хана, хан хан Могулистана (владел Центральным и Восточным Моголистаном, а также Турфанским округом) 1461—1468
- Йунус-хан, сын Султан-Увайс-хана, хан Могулистана 1468—1487, с 1458 г. владел Западным Моголистаном
- Кебек-Султан-оглан — хан Турфана и Чалыша 1468—1473
- Султан-Махмуд-хан I, сын Йунус-хана, хан Могулистана 1487—1508, хан Ташкента 1485—1501
- Султан-Ахмад-хан I (Алача-хан), сын Йунус-хана, хан Могулистана 1485—1504
- Мансур-хан, сын Султан-Ахмад-хана I, хан Турфанского владения 1501—1543, верховный хан Моголистана с 1504
- Шах-хан, сын Мансур-хана, хан Турфанского владения 1543—1570
- Мухаммад-хан II, сын Мансур-хана, хан Турфанского владения 1570—70-е гг. XVI в.